# Hayagriva
Hayagriva hay Hayagreeva (tiếng Phạn: हयग्रीव/hayagrīva, tiếng Việt: Mã Đầu Minh Vương) là một vị thần trong Hindu giáo, ngài được coi là một trong những hóa thân của thần Visnu ở Ấn Độ. Từ Hayagrīva bao gồm: haya có nghĩa là con ngựa và grīva có nghĩa là cổ hay mặt. Thần Hayagriva của Tây Tạng là một Hộ Pháp được xem là hoá thân của Quán Âm Bồ Tát và được thờ cúng rộng rãi ở Tây Tạng. 

## ỞẤn Độ

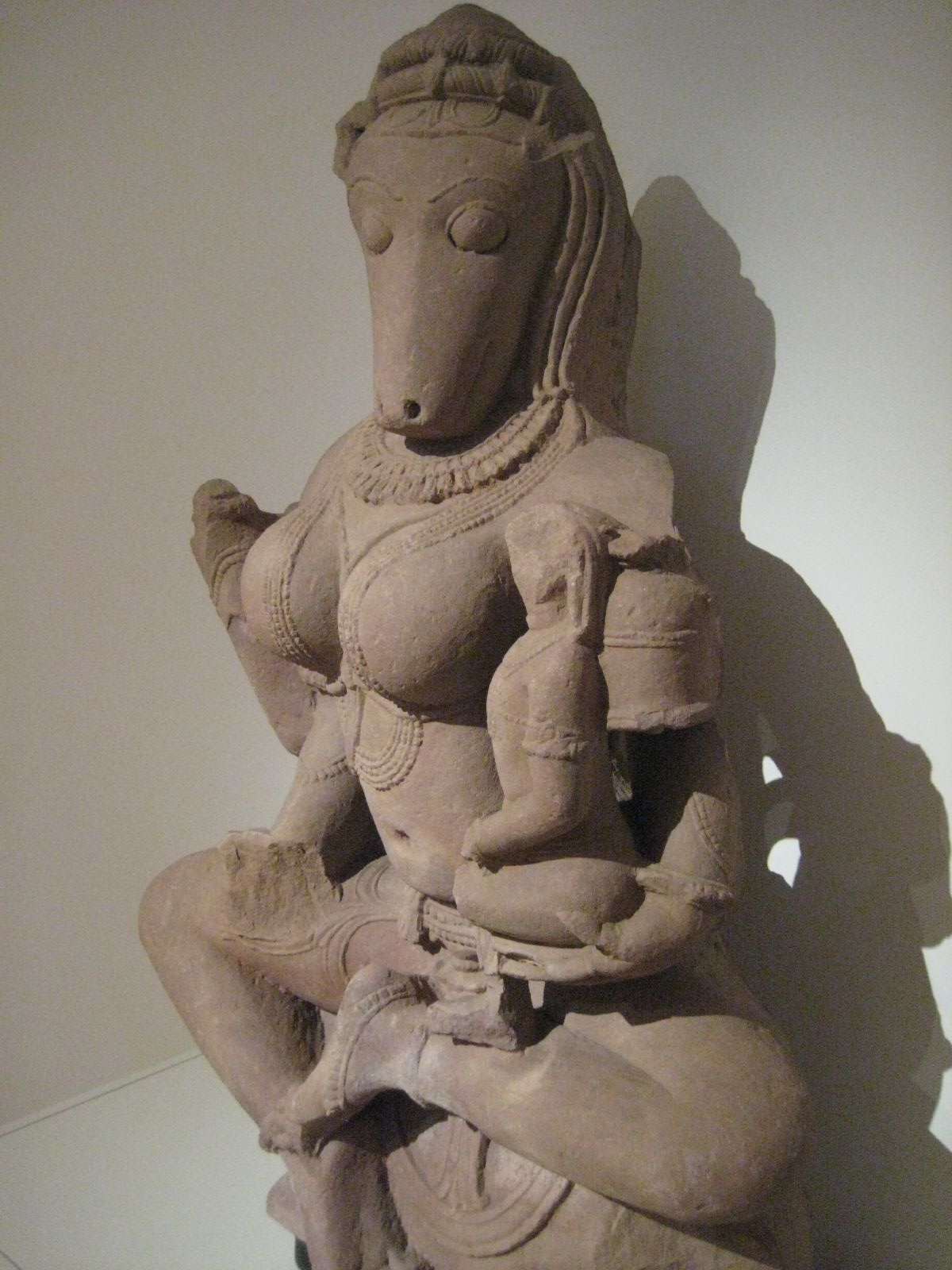
Tượng Mã Đầu Minh Vương

Hayagriva là một hóa thân của thần Vishnu. Ông được tôn thờ như vị thần của tri thức và trí tuệ , với thân người và đầu ngựa, màu trắng sáng , với trang phục trắng và ngồi trên một bông sen trắng . Đôi khi có vợ ông là nữ thần Lakshmi ngồi bên cạnh.
Trong một số kinh điển, ông được xem là một con ngựa trắng kéo mặt trời lên bầu trời mỗi buổi sáng. Trong sử thi Taraka vĩ đại, khi các vị thần bị tấn công và bị hạ gục bởi quân đoàn quỷ dữ của Danava, Vishnu xuất hiện như một chiến binh vĩ đại có đầu ngựa tên là Hayagriva đến để trợ chiến. Có ghi chép rằng: "Hayagriva xuất hiện trên cỗ xe của mình, được kéo bởi 1.000 con ngựa mạnh mẽ, nghiền nát kẻ thù của các vị thần bên dưới!"

## ỞTây Tạng

Ngựa thần Tây Tạng nguyên bản (tiếng Tây Tạng là: རླུང་རྟ་, rlung rta, lungta

Hayagriva được thờ cúng ở Tây Tạng một cách chính yếu. Phần đông người Tây Tạng sùng bái vị thần này bởi họ tin rằng, ông luôn dùng tiếng hí vang trời để đe dọa và xua đuổi ma quỷ. Nhưng khi giáng lâm cứu người, Hayagriva cũng hí vang, báo hiệu cho mọi người biết mình giáng lâm. Khi người ta thỉnh, ngài sẽ báo hiệu việc giáng lâm của ngài bằng tiếng hí, đó là lý do có cái đầu ngựa trên đảnh đầu, một dấu hiệu đặc trưng của Hayagriva.
Đó là lý do vì sao nó thường xuất hiện với hình người đầu ngựa. Tiếng hí của Hayagriva có khả năng xuyên thủng màn không (vô minh), đem lại ánh sáng của tự do. Tín ngưỡng này xuất phát một phần do lối sống du mục của người Tây Tạng, nên ngựa là một thứ quan trọng ko thể thiếu trong sinh hoạt thường nhật của họ. Một số tài liệu ghi lại rằng, thần chú của ngài Hayagriva gồm những câu thơ như sau:
Nguyện cầu ngài bảo vệ đàn ngựa
Tăng thêm số lượng ngựa cái
Từ những con ngựa này sẽ sinh thêm,
nhiều chú ngựa con siêu phàm
Xin ngài hãy dẹp hết những chướng ngại trên đường
và hướng cho chúng con đi đúng hướng

## Thờ cúng
Một số địa điểm thờ cúng Mã Đầu Minh Vương gồm:
- Hayagriv Madhav Dol tại Hajo, Assam.
- Đền Lakshmi hayagrivar ở Chithambara Nagar, gần Ganapathi, tại Tirunelveli
- Đền Parakala Mutt, Mysuru - từ Vedanta Desika.
- Đền Tiruvahindapuram Hayagriva gần Cuddalore, Tamil Nadu
- Đền Tirumala Hayagriva ở Bắc đường Mada của đền Balaji, Tirumala, Tirupathi, Andhra Pradesh
- Đền Sri Lakshmi Hayagriva ở Sri Ramakrishna Nagar, Muthialpet, Pondicherry
- Đền Sri Lakshmi Hayagriva, Gandhi Nagar, Bangalore, Karnataka
- Chettypunyam Hayagriva, gần Chengalpattu,Tamil Nadu
- Đền Sri Lakshmi Hayagriva, Nanganallur, Chennai, Tamil Nadu
- Đền Sri Lakshmi Hayagriva Swami, Machilipatnam-521001, Andhra Pradesh
- Đền Sri Hayagreeva Swamy, Medipally Hyderabad, Telangana